# Leucauge quadripenicillata
Leucauge quadripenicillata är en spindelart som först beskrevs av Johan Coenraad van Hasselt 1893.  Leucauge quadripenicillata ingår i släktet Leucauge och familjen käkspindlar. Inga underarter finns listade i Catalogue of Life.